# Disney Entrepreneur Center
Le Disney Entrepreneur Center est un organisme de formation similaire au Disney Institute mais dont l'activité est concentrée sur la région d'Orlando en Floride appartenant à la Walt Disney Company et soutenu par des organisations locales. Il a été créé en 2003 par Disney pour répondre aux besoins d'entreprises. Disney y aide les entreprises dans la gestion de personnels ou essaye de retrouver la motivation des employés.

## Historique
En 1986, la société Disney fonde un service de formation pour les entreprises et en 1996 elle crée le Disney Institute. Cet organisme propose alors des formations à la fois pour le grand public et pour les entreprises selon la volonté de Michael Eisner "d'offrir des expériences comparables à celles de certains groupes méthodistes" comme la Chautauqua Institution à Jamestown, État de New York. Il s'installe d'un centre situé au sein du domaine de Walt Disney World Resort ouvert le 9 février 1996. Mais l'activité publique stoppe en 1999-2000. En 2001, le centre de formation est fermé pour devenir un nouvel hôtel du complexe, le Disney's Saratoga Springs Resort.
En 2003, le président de la Walt Disney World Company Al Weiss, le maire du Comté d'Orange Richard T. Crotty et le président de l'University of Central Florida Dr. John Hitt, lancent le projet commun d'un centre de formation pour les entrepreneurs locaux de la région d'Orlando.
Le 1er septembre 2010, le Comté d'Orange qui cofinance le Disney Entrepreneur Center autorise le déménagement du centre de formation. Le nouveau centre de formation doit ouvrir au printemps 2011 dans un espace de 21 000 pieds carrés (1 951 m2) du centre commercial Orlando Fashion Square et permettre d'économiser 50 000 USD sur le loyer annuel par rapport aux locaux situé au 315 E. Robinson Street à Orlando.

## Les formations aux professionnels
Le but du centre est de fournir de l'aide aux petits entrepreneurs locaux. Les sessions de conseils et services du Disney Entrepreneur Center sont principalement gratuites en dehors de quelques sessions de formations.
Les activités principales du Disney Entrepreneur Center sont : 
- la formation et l'aide à l'activité d'entreprise ;
- des séminaires ;
- des événements pour tisser un réseau ;
- accès aux ressources et outils pour établir une activité ;
- assistance à la certification pour les entreprises appartenant à des minorités ;
- connexions aux opportunités du marché ;
- possibilité d'aide publicitaire